# Mats Rådberg
Mats Rådberg, född 8 juni 1948 i Brännkyrka församling, Stockholm, död 27 juni 2020 i Vallentuna distrikt i Stockholms län, var en svensk countrysångare, gitarrist, kompositör och arkitekt.

## Biografi
Rådberg hade listframgångar i Sverige under 1970- och 80-talen. Han är mest känd för sitt samarbete med musikgruppen Rankarna under namnet Mats Rådberg & Rankarna. Han deltog även i den svenska Melodifestivalen 1977 med melodin "Du och jag och sommaren" som slutade på 10:e plats.
Mats Rådberg var även bakgrundssångare i musikgruppen Chips i den svenska Melodifestivalen 1980. Samma år gav han ut albumet I'm the Singer, You're the Song tillsammans med Elisabeth Andreasson. År 1983 hade han en hit med "Peta in en pinne i brasan".
Vid sin död var han gift med Inger och de fick tre barn.
Mats Rådberg är begravd på Vallentuna kyrkogård.

## Diskografi

### Album
- 1969 – Country Our Way (Rank Strangers)
- 1969 – Early Morning Rain (Rank Strangers) (samma som Country Our Way utgiven i Kanada)
- 1970 – Rank Strangers featuring Mats Rådberg
- 1970 – Wellknown Strangers (Mats Rådberg & Rankarna)
- 1972 – Snus i motvind (Mats Rådberg & Rankarna)
- 1975 – På egen hand
- 1975 – We Weren't Born in Tennessee (Mats Rådberg & Rankarna)
- 1976 – Min musik
- 1976 – The Best of Mats Rådberg
- 1977 – Mats Rådberg
- 1978 – Boogie
- 1979 – Det handlar om känslor
- 1980 – Mina bästa låtar
- 1980 – I'm the Singer, You're the Song
- 1980 – Some Broken Hearts Never Mend
- 1981 - Pickin' Steelin'
- 1982 – Mamma, låt inte din grabb växa upp och bli en cowboy
- 1983 – Take Me to the Country
- 1984 – Familjens Svarta Får
- 1987 – Country Cookin'
- 1988 – Jag ger dig min morgon
- 1996 – When We Were Young
- 1997 – The Race Is On ...
- 2002 – 100% Mats Rådberg & Rankarna
- 2014 – Nashville
- 2020 – Epilog (EP 6 låtar)